# Битка код Брајтенфелда (1631)
Битка код Брајтенфелда одиграла се 17. септембра 1631. године између Протестантске уније (Шведска и Саксонија) и Католичке лиге (Свето римско царство, Краљевина Угарска). Битка је део Тридесетогодишњег рата и завршена победом Шведске и протестаната.

## Супротстављене снаге
Швеђане и Саксонце предводио је Густав II Адолф, а Католике Јохан Тили. Снаге су биле прилично изједначене; савезници су имали око 39 000 људи, а Тили 36 000 од чега 11.000 коњаника. У артиљерији су савезници били знатно јачи: 75 према 26 оруђа. Шведске трупе биле су боље од царских, а ове од саксонских.

## Битка
У првој фази битке царевци су разбили Саксонце, који су се налазили на левом крилу савезничког распореда. Поразу Саксонаца знатно су допринели лаки коњаници из Хрватске. Пораз Саксонаца довео је Швеђане у кризу коју су ипак претворили у победу, захваљујући квалитету своје војске, њеној ватреној моћи, маневарској способности, а и целисходно рашчлањеном борбеном поретку који је омогућавао садејство ватре и покрета коњице и пешадије. Био је то први судар између динамичне и еластичне шведске тактике и гломазне шпанске, чији је главни израз био масовни удар пешадије. Царевци су изгубили око 18.000 људи, од тога 10.000 погинулих; Швеђани само 100, а Саксонци нешто више.
- Битка код Брајтенфелда